# Thomas Platter der Ältere

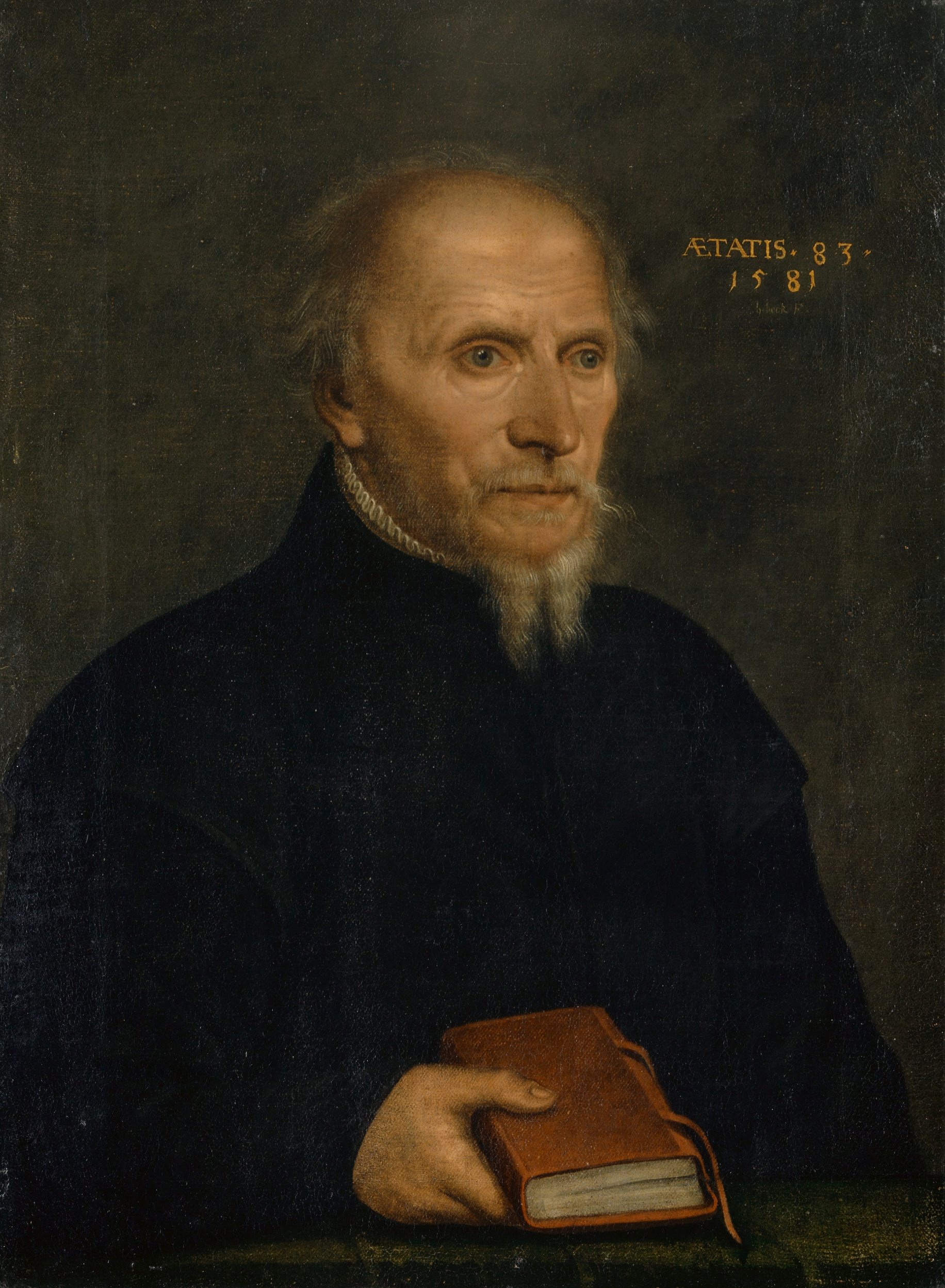
Hans Bock der Ältere: Bildnis des Thomas Platter, 1581. Kunstmuseum Basel

Thomas Platter der Ältere (* 10. Februar 1499 in Grächen/Wallis; † 26. Januar 1582 in Basel) war ein schweizerischer humanistischer Gelehrter und hinterliess eine Autobiographie, in der er seinen exemplarischen Werdegang vom Hirtenkind und fahrenden Schüler zum Anhänger der Reformation, Buchdrucker und Lehrer der alten Sprachen in Basel beschreibt.

## Leben
Thomas Platter wurde nach eigener Auskunft am 10. Februar 1499 in Grächen im Wallis geboren. Sein früh verstorbener Vater Anthoni Platter deckte sich jeweils im Herbst mit Wolle ein, die er in der Gegend von Bern erstand. Er hatte mehrere Geschwister und aus späteren Ehen seiner Mutter Ammili Summermatter Halbgeschwister.
In seiner Autobiographie schildert er seine harte Kindheit in den Walliser Bergen, die er als Ziegen- und Kuhhirte bei Verwandten zubrachte. Danach, als fahrender Schüler, zunächst als Schütze und Diener eines Bachanten, zu dessen Lebensunterhalt er teils unter prekären Bedingungen mit Singen und Betteln beitrug, wanderte er während acht Jahren bis nach Meissen, Schlesien, Polen und Ungarn. 1517 besuchte er die Lateinschule Schlettstadt. Ab 1523 erhielt er in Zürich als Schüler und Ziehsohn von Oswald Myconius an der Fraumünsterschule weiteren Unterricht. Von den Predigten Ulrich Zwinglis tief beeindruckt, wirkte er bald als privater Lehrer für Griechisch und Hebräisch und erlernte daneben die Grundzüge des Seilerhandwerks. Um 1529 heiratete er Anni Dietschin von Dübendorf, die er als Magd bei Oswald Myconius kennengelernt hatte. Aus dieser ersten Ehe gingen vier Kinder hervor, drei Töchter und ein Sohn, Felix, der später ein bekannter Stadtarzt und Anatom wurde. Die drei Töchter starben alle an der Pest.
Nach Aufenthalten im Wallis und in Pruntrut liess sich Thomas Platter, nachdem er 1531 Augenzeuge der Schlacht bei Kappel geworden war, in Basel nieder. Hier übernahm er um 1535 zusammen mit Johannes Oporin, Balthasar Lasius (Ruch) und Robert Winter die Offizin von Andreas Cratander. Ihre Bücher erschienen allerdings oft nicht unter dem Namen aller vier Teilhaber, so figurieren 1536 in ihrem berühmtesten Druck nur Platter und Lasius: Es ist die erste Fassung der Christianae religionis Institutio von Johannes Calvin, der später zum Reformator von Genf geworden ist. 1544 wurde die Druckerei an Pietro Perna verkauft. Neben seiner Tätigkeit als Drucker wirkte Thomas Platter als Griechischlehrer an der Schule «auf Burg». Nach dem Verkauf der Offizin an Pietro Perna 1544 wurde er dort Rektor und blieb es bis 1578. Er betrieb auch eine Pension für vierzig Schüler. Thomas Platter wurde wohlhabend und war stolz auf seinen Aufstieg, dazu gehörte auch, dass er mehrere Häuser in der Stadt sowie ein Landgut erwarb.
Nach dem Tod seiner ersten Frau heiratete er 1572 Hester Gross, die Tochter von Nicolaus Megander, der als Leutpriester in Lützelflüh wirkte. Aus dieser Ehe gingen sechs weitere Kinder hervor, darunter Thomas Platter der Jüngere.
Platter widmete seine Autobiographie seinem ältesten Sohn Felix, dessen Werdegang als angehender Arzt er eng begleitete. Sein Sohn Thomas Platter der Jüngere, der teilweise von seinem Bruder Felix erzogen wurde, wirkte als Professor für Medizin und Rektor der Universität Basel.
Aus wissenschaftlicher Neugier befasste sich Thomas Platter der Ältere mit Medizin und führte dazu gemeinsam mit dem Chirurgen Jeckelmann, der bereits Andreas Vesalius assistiert hatte, sogar eine anatomische Sektion durch.
Thomas Platter starb 1582. Sein Grab ist im Kreuzgang des Basler Münsters zu sehen.

## Lebensbeschreibung
- Thomas Platter: Die will du, Lieber sun Felix […]. 1572. Handschrift in der UB Basel: doi:10.7891/e-manuscripta-13858.
- Daniel Albert Fechter (Hrsg.): Thomas Platter und Felix Platter: zwei Autobiographieen. Ein Beitrag zur Sittengeschichte des XVI. Jahrhunderts. Seul und Mast, Basel 1840 (Digitalisat).
- Heinrich Boos (Hrsg.): Thomas und Felix Platter. Zur Sittengeschichte des 16. Jahrhunderts. Hirzel, Leipzig 1878.
- Achilles Burkhardt (Hrsg.): Thomas Platters Briefe an seinen Sohn Felix. Deloff, Basel 1890.
- Otto Fischer (Hrsg.): Thomas und Felix Platters und Agrippa d’Aubignés Lebensbeschreibungen. Mörike, München 1911, hier: S. 15–168.
- Horst Kohl (Hrsg.): Thomas Platter. Ein Lebensbild aus dem Jahrhundert der Reformation (= Voigtländers Quellenbücher. Band 21). R. Voigtländers Verlag, Leipzig 1912.
- Alfred Hartmann (Hrsg.): Thomas Platter: Lebensbeschreibung. 1944; 3. Auflage. Basel 2006, ISBN 978-3-7965-1372-5.